# Giovanny Romero
Giovanny Michael Romero Armenio (Caracas, 1º gennaio 1984) è un ex calciatore venezuelano, di ruolo difensore.